# Francesco Sangalli
Francesco Sangalli   (Romanengo, 1 de febrer de 1820 - Varese, 23 de setembre de 1902) fou un compositor italià.
Es va inscriure a molt jove al Conservatori Giuseppe Verdi de Milà, on va estudiar piano i composició i on va ser col·lega dels estudis del contrabaixista i compositor Giovanni Bottesini. Després de llicenciar-se, es va dedicar a la composició de la música de cambra i l'òpera, a més d'ensenyar al Conservatori de Milà del 1850 fins al final dels seus dies.
Durant la seva carrera va compondre una àmplia gamma de peces de música instrumental i cant. La seva obra més coneguda és l'Albino, composta el 1845 i interpretada al Teatro alla Scala de Milà.
Quatre anys abans de morir va compondre una missa de tres parts. La majoria dels manuscrits de les seves obres es conserven a la Biblioteca del Conservatori de Milà.